# Eutelia subpurpurascens
Eutelia subpurpurascens är en fjärilsart som beskrevs av Embrik Strand 1917. Eutelia subpurpurascens ingår i släktet Eutelia och familjen nattflyn. Inga underarter finns listade i Catalogue of Life.